# Il presidente (film 2017)
Il presidente (La cordillera) è un film argentino del 2017, scritto e diretto da Santiago Mitre.

## Trama
Mentre in una località sciistica del Cile si apre un vertice delle nazioni latinoamericane, tutti gli occhi sono puntati su Hernán Blanco, il nuovo presidente dell'Argentina. Tranquillo uomo di provincia, non si sa quale impatto avrà sulla scena internazionale e cosa riuscirà a garantire all'Argentina nella lotta per il potere e i profitti sulle risorse energetiche. Venendo a sapere che il marito della figlia, Marina Blanco, è in difficoltà e potrebbe mettere a repentaglio la sua reputazione, Blanco chiede alla donna di raggiungerlo in un hotel isolato.
I capi di Stato discutono su due piani principali per il futuro fabbisogno energetico. Il Messico vuole un'alleanza tra Nord, Centro e Sud America aperta all'imprenditoria privata, il che significa anche concedere l'accesso alle imprese energetiche statunitensi, mentre il Brasile vuole un cartello sudamericano sotto il controllo dello Stato. Inizialmente Blanco ritiene che l'Argentina non possa permettersi di entrare in conflitto con il suo vicino più grande e disapprova il piano messicano, ma - convocato a un incontro segreto con un funzionario statunitense - gli vengono offerti sussidi per tre miliardi di dollari se appoggerà il piano messicano.
La sua vita si complica quando la figlia tenta il suicidio, ricade in un ostinato mutismo e poi, sotto ipnosi, racconta dei ricordi falsi, che lo mettono in cattiva luce e che egli sostiene siano falsi. Arriva poi la notizia che il marito, tossicodipendente, ha avuto un ictus che potrebbe rivelarsi fatale. Questo elimina la minaccia che incombe su Blanco, il cui voto assicura l'approvazione del piano messicano, dando il via libera al suo governo per poter usufruire dei sussidi statunitensi.

## Produzione
Le riprese del film si sono svolte dall'8 settembre a novembre 2016 (otto settimane), nelle seguenti località: Valle Nevado, Santiago de Chile, Buenos Aires, San Carlos de Bariloche. La post-produzione si è invece svolta in Francia.

## Promozione
Il 19 aprile 2017 è stato rilasciato il trailer del film, confermando la data di uscita in Argentina secondo quanto riportava la società di produzione K&S Films.

## Distribuzione
La première mondiale del film ha avuto luogo il 24 maggio 2017 alla settantesima edizione del Festival di Cannes (sezione Un Certain Regard). In Argentina, la data di uscita del film è stata il 17 agosto 2017 (dopo due anteprime nazionali a Buenos Aires e Córdoba il 15). Il 7 e il 26 settembre 2017 il film è stato presentato rispettivamente al Toronto International Film Festival e al Festival Internacional de Cine de San Sebastián. In Italia, il film è stato selezionato al 35° Torino Film Festival ed è uscito il 31 ottobre 2018.

## Riconoscimenti (parziale)
- 2018 - Premios Platino del Cine Iberoamericano
  - Premio Platino a la Mejor Música Original (Alberto Iglesias)